# 12615 Mendesdeleon
12615 Mendesdeleon (tên chỉ định: 4626 P-L) là một tiểu hành tinh vành đai chính. Nó được phát hiện bởi Cornelis Johannes van Houten, Ingrid van Houten-Groeneveld, và Tom Gehrels ở Đài thiên văn Palomar ở Quận San Diego, California, ngày 24 tháng 9 năm 1960. Nó được đặt theo tên Pablo Mendes de Leon, a professor of air và space law ở Leiden University.